# Campo de San Pedro
Campo de San Pedro é um município da Espanha na província de Segóvia, comunidade autónoma de Castela e Leão, de área 37,6 km² com população de  habitantes (2007) e densidade populacional de 9,41 hab./km².

## Demografia
| Variação demográfica do município entre 1991 e 2004 | Variação demográfica do município entre 1991 e 2004 | Variação demográfica do município entre 1991 e 2004 | Variação demográfica do município entre 1991 e 2004 |
| --------------------------------------------------- | --------------------------------------------------- | --------------------------------------------------- | --------------------------------------------------- |
| 1991                                                | 1996                                                | 2001                                                | 2004                                                |
| 386                                                 | 398                                                 | 358                                                 | 354                                                 |